# تيس جريتسين
د. تيس جريتسين (بالإنجليزية: Tess Gerritsen)‏ (ولدت في 12 يونيو، 1953) هي روائية وطبيبه متقاعدة، وهي أمريكية الجنسية من أصل صيني.

## السيرة الشخصية

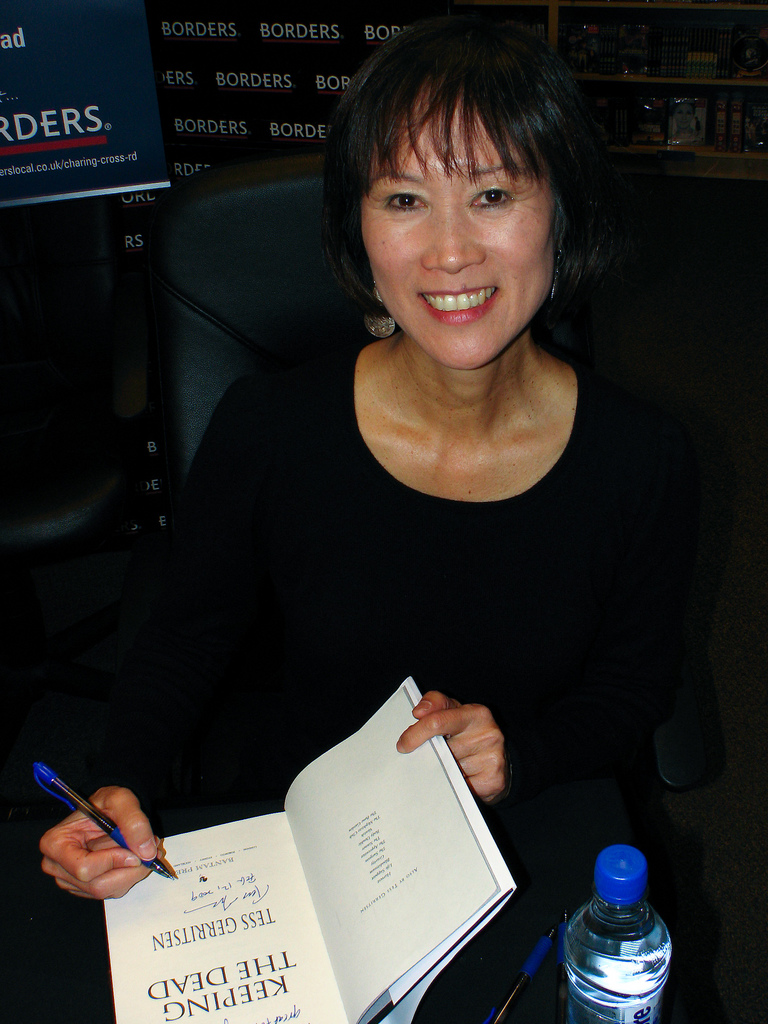
جريتسين توقع على كتاب.

تيس جريتسين متزوجه وأم لولدين. ومن هواياتها العناية بالحدائق والعزف على الكمان. وتعيش حاليا في ولاية مين الأمريكية.

## مختارات من المؤلفات

### عاطفية مشوقة
- Call After Midnight (1987)
- Under the Knife (1990)
- Whistleblower (1992)
- Never Say Die (1992)
- Presumed Guilty (1993)
- Peggy Sue Got Murdered (1994) re-released as Girl Missing
- In Their Footsteps (1994)
- Thief of Hearts (1995)
- Keeper of the Bride (1996)

### إثارة طبية
- Harvest (1996)
- Life Support (1997)
- Bloodstream (1998)
- Gravity (1999)
- The Bone Garden (2007) medical examiner Dr. Maura Isles is a secondary character

## سلسلات
- The Surgeon  [لغات أخرى]‏ (2001) introduces police detective Jane Rizzoli
- The Apprentice  [لغات أخرى]‏ (2002) introduces medical examiner Dr. Maura Isles
- الآثم (سلسلة) (2003)
- Body Double  [لغات أخرى]‏ (2004)
- Vanish (2005)
- The Mephisto Club (2006)
- The Keepsake / Keeping the Dead (US / UK, 2008)
- Ice Cold / The Killing Place (US / UK, 2010)[3]

## وصلات خارجية
- تيس جريتسين على موقع IMDb (الإنجليزية)
- تيس جريتسين على موقع ميوزك برينز (الإنجليزية)
- تيس جريتسين على موقع ديسكوغز (الإنجليزية)
- تيس جريتسين على موقع قاعدة بيانات الفيلم (الإنجليزية)

تيس جريتسين  على قاعدة بيانات الخيال التأملي على الإنترنت
- الموقع الرسمي
- Interview aired on NPR's All Things Considered July 12, 2010
- Literary-oriented interview by Lenn Wanner on The Crime of It All website (oct 10, 2010)
- Pictures of Tess Gerritsen's office and office view, with her comments, on the Murderati website